# 80 років Донецькій області (срібна монета)
«80 ро́ків Доне́цькій о́бласті» — срібна ювілейна монета номіналом 10 гривень, випущена Національним банком України, присвячена 80-річчю утворення Донецької області — «індустріальному серцю держави».
Монету введено в обіг 5 липня 2012 року. Вона належить до серії «Області України».

## Опис монети та характеристики
| Номінал грн. | Метал            | Маса, г      | Діаметр, мм | Якість виготовлення       | Гурт                           | Тираж, штук |
| ------------ | ---------------- | ------------ | ----------- | ------------------------- | ------------------------------ | ----------- |
| 10           | срібло 925 проби | 31,1 / 33,62 | 38,6        | спеціальний анциркулейтед | гладкий із заглибленим написом | 5 000       |

### Аверс
На аверсі монети розміщено: малий Державний Герб України, написи півколом «НАЦІОНАЛЬНИЙ БАНК УКРАЇНИ» (угорі), «ДЕСЯТЬ ГРИВЕНЬ» (унизу); ліворуч рік карбування монети — «2012» та на тлі карти області зображено фрагмент прапора Донецької області.

### Реверс
На реверсі монети зображено: на тлі промислового пейзажу області фігури металурга, шахтаря та робітниці сільського господарства, праворуч — Спасо-Преображенський кафедральний собор м. Донецька, угорі півколом напис «ДОНЕЦЬКА ОБЛАСТЬ», під ним герб області та напис «80 РОКІВ».

## Автори

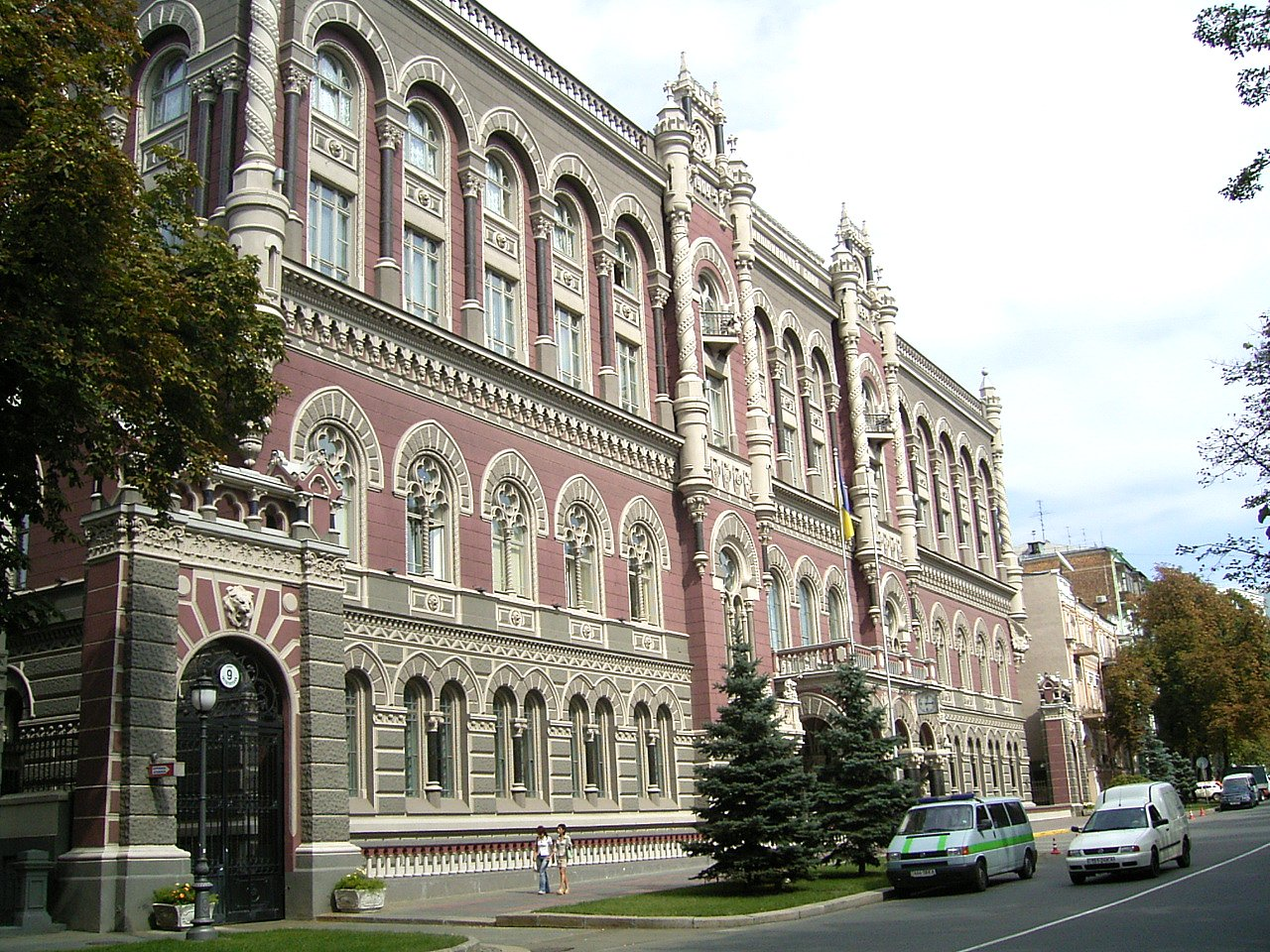
Будівля Національного банку України

- Художники: Іваненко Святослав, Дем'яненко Володимир.
- Скульптори: Іваненко Святослав, Дем'яненко Володимир.

## Вартість монети
Ціна монети — 575 гривень, була вказана на сайті Національного банку України в 2013 році.
Фактична приблизна вартість монети, з роками змінювалася так:
| Рік        | 2013 | 2014 | 2015 | 2016 | 2017 | 2018 | 2019 | 2020 | 2021 | 2022  | 2023  | 2024  | 2025  |
| ---------- | ---- | ---- | ---- | ---- | ---- | ---- | ---- | ---- | ---- | ----- | ----- | ----- | ----- |
| Ціна, грн. | 640  | 550  | 600  | 700  | 710  | 780  | 730  | 700  | 930  | 1 300 | 1 900 | 2 500 | 6 000 |